# 126
126 (CXXVI, na numeração romana) foi um ano comum do século II do Calendário Juliano, da Era de Cristo,  e a sua letra dominical foi G (52 semanas), teve início numa segunda-feira e terminou também numa segunda-feira.
| Ano completo                         |
| ------------------------------------ |
| Ano comum com início à segunda-feira |

## Eventos
- Eleito o Papa Telésforo, 8º papa, que sucedeu ao Papa Sisto I.

- Sob o governo de Adriano é concluída a muralha, entre a Britânia e o território dos pictos, um pouco ao sul da atual fronteira entre Inglaterra e Escócia.

## Nascimentos
- Públio Hélvio Pertinax (1 de Agosto) - Imperador Romano